# Absturz einer MiG-21 in Cottbus 1985

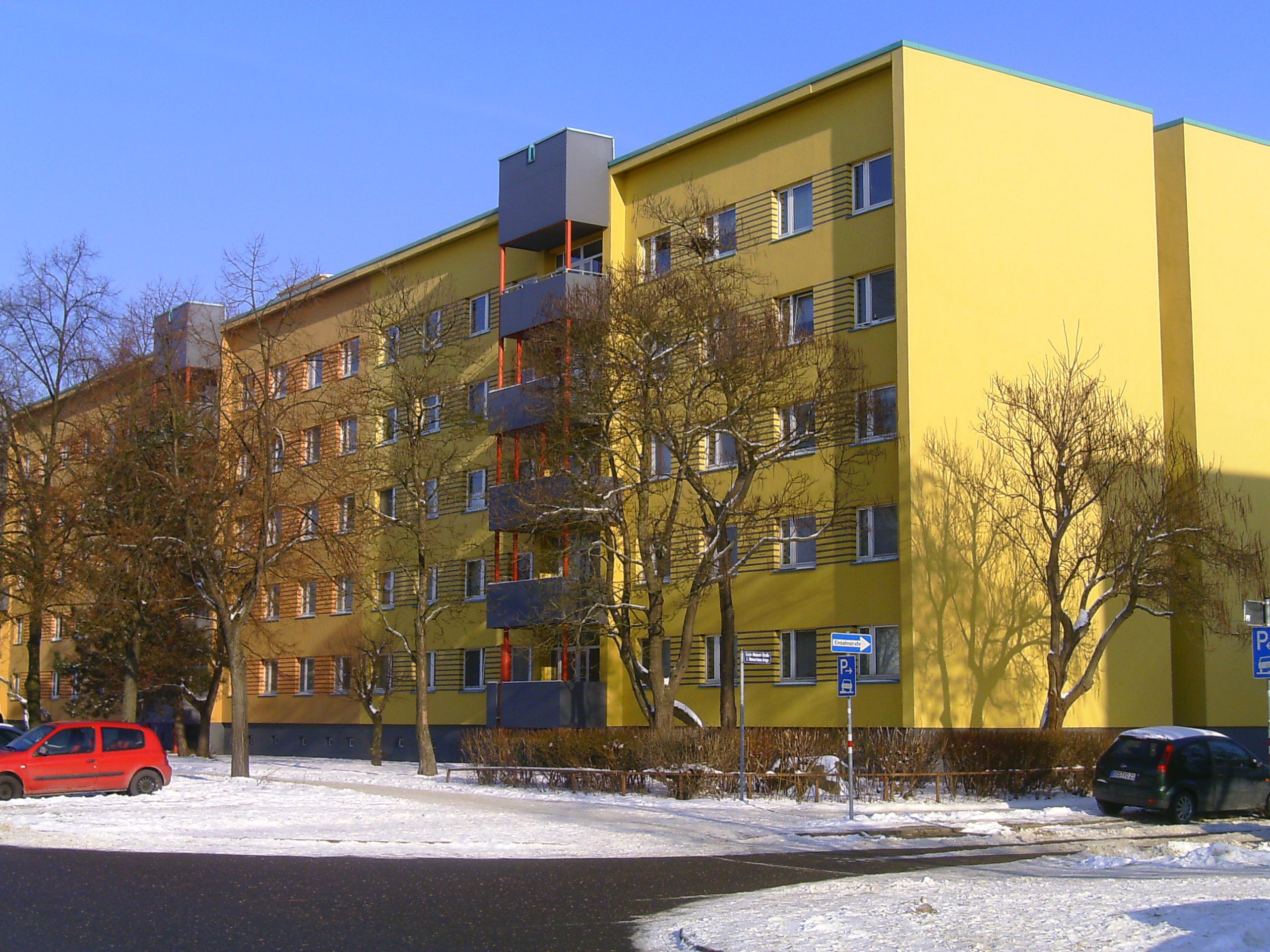
Das Wohnheim mit dem unbeschädigten, südlichen Giebel

Der Absturz einer MiG-21 in Cottbus 1985 war ein Flugunfall, der sich am 16. März 1985 in Cottbus ereignete. Dabei stürzte eine MiG-21 M der Luftstreitkräfte der NVA in ein Studentenwohnheim der Ingenieurhochschule Cottbus. Es war bereits der zweite Unfall dieser Art in Cottbus, nachdem 10 Jahre zuvor ebenfalls eine MiG-21 in ein Wohngebäude gestürzt war (Absturz einer MiG-21 in Cottbus 1975).

## Verlauf der Ereignisse
Flugzeugführer war der damals 25-jährige Oberleutnant Uwe Behrndt, Angehöriger des in Drewitz stationierten Jagdfliegergeschwaders 7. Im Rahmen einer Militärübung startete er seine MiG-21 mit dem Kennzeichen 590 am 16. März um 8:43 Uhr vom Flugplatz Drewitz. Zum Abheben nutzte er ein selten eingesetztes Verfahren, bei dem das Flugzeug durch Hilfsraketen zusätzlich beschleunigt wird. Die Maschine war mit zwei Luft-Luft-Raketen vom Typ Gruschin RS-2US bewaffnet.
Beim Start kam es aufgrund hoher Schwingungen zu einem Defekt im Hydrauliksystem, sodass die Schubdüsensteuerung nicht mehr funktionierte. Das Flugzeug war somit manövrierunfähig. Aufgrund mehrerer Versäumnisse bemerkte der Flugzeugführer den Defekt erst nach dem Start. Daraufhin informierte er sofort seinen vorgesetzten Fluglotsen, den Oberst Frank Pampel, der um 8:45 Uhr den Befehl zum Katapultieren mit dem Schleudersitz erteilte.
Der Flugzeugführer landete mit leichten Verletzungen am Fallschirm in der Nähe des Cottbuser Stadtteils Sielow. Er wäre beinahe versehentlich von Jägern erschossen worden, die dort eine Treibjagd durchführten. Er wurde im Lazarett des Flugplatzes Cottbus-Nord ärztlich versorgt. Der Schleudersitz stürzte in unmittelbarer Nähe in einen Garagenkomplex und zerstörte dabei den Wartburg 311 des damaligen Bezirksleiters der Staatssicherheit.
Das nunmehr steuerlose Flugzeug raste weiter in Richtung Innenstadt und prallte in den nördlichen Giebel des Wohnheims III (heute Universitätsstraße 16). Der gesamte Nordteil des Gebäudes bis einschließlich des ersten Treppenhauses stürzte ein. Es waren keine Todesopfer zu beklagen, denn die meisten Studenten befanden sich zum Unglückszeitpunkt nicht im Wohnheim, sondern bei einer FDJ-Freizeitveranstaltung in der Stadthalle Cottbus. Nur ein Student wurde schwer und eine Passantin leicht verletzt.

## Rettungs- und Aufräumarbeiten
Innerhalb kürzester Zeit war die Flughafenfeuerwehr des benachbarten Flugplatzes Cottbus-Nord vor Ort und begann mit der Brandbekämpfung. Auch die städtische Feuerwehr half bei den Löscharbeiten. Volkspolizei, Staatssicherheit und Militärpolizei riegelten die Absturzstelle ab und hielten Schaulustige fern. Passanten, die Fotos von der Unglücksstelle machen wollten, wurden verhaftet und das Bildmaterial beschlagnahmt. Erst nach der Wende wurden die Fotos durch die Stasiunterlagenbehörde veröffentlicht. In den damaligen Staatsmedien der DDR (einschließlich Lausitzer Rundschau) wurde nur in geringem Umfang über den Absturz berichtet.
Für die etwa 800 Schüler der benachbarten Polytechnischen Oberschule „Friedrich Engels“ (heute Max-Steenbeck-Gymnasium) wurde nach dem Unfall der Unterricht sofort abgebrochen und die Schüler aufgefordert, sich auf schnellstem Wege nach Hause zu begeben. Viele von ihnen kamen der Aufforderung jedoch nicht nach und verblieben als Schaulustige an der Absturzstelle.
Bereits zwei Tage nach dem Absturz war der zerstörte Teil des Wohnheims im Rohbau wieder hergerichtet. Der Wiederaufbau gelang nur deswegen so schnell, weil in großer Zahl Baumaschinen, Arbeiter und Material von anderen Baustellen im Stadtgebiet abgezogen wurden.